# Gustavo Suárez Pertierra
Gustavo Suárez Pertierra (Cudillero, Asturias, 27 de febrero de 1949) es un jurista y político español.

## Biografía
Se licenció en Derecho en la Universidad de Oviedo, doctorándose en la de Valladolid y ampliando más tarde sus estudios en la Universidad de Múnich. En 1978 obtuvo la cátedra de Derecho canónico en la Universidad Complutense de Madrid. Su formación le convirtió en especialista en derecho constitucional y sobre las relaciones Iglesia-Estado.
Tras la victoria del Partido Socialista Obrero Español en las elecciones generales de 1982, fue nombrado director general de Asuntos Religiosos. En 1984 accedió al cargo de subsecretario del Ministerio de Defensa y secretario de Estado de Administración Militar en 1990. En la VI legislatura fue elegido Diputado al Congreso en las listas del PSOE por Asturias y en 1993 fue designado por Felipe González para Ministro de Educación, donde destacó al regular la enseñanza religiosa de conformidad con la aconfesionalidad que figuraba en la Constitución española de 1978 y que provocó ciertos enfrentamientos con sectores de la Iglesia católica. En 1995 ocupó la cartera de Defensa hasta la victoria del Partido Popular en las elecciones generales de 1996.
En 2000 se reintegró a la Universidad Complutense, para pasar más tarde a la Universidad Nacional de Educación a Distancia. Ha seguido trabajando como profesor invitado en diversas universidades y desde 2006 a 2011 fue Presidente del Real Instituto Elcano de Estudios Internacionales y Estratégicos y actualmente es presidente del Patronato de la Fundación Oso de Asturias.
Ha sido Patrono de UNICEF Comité Español entre 2012 y 2017 y ocupa el cargo de Presidente de dicha entidad desde febrero de 2018.

## Obras
- - Libros
    - Libertad religiosa y confesionalidad en el ordenamiento jurídico español Editorial Eset. Vitoria, 1978. ISBN 84-7167-092-5.

  - Artículos
    - El fenómeno religioso en la nueva Constitución española: bases de su tratamiento jurídico, en Revista de la Facultad de Derecho de la Universidad Complutense, núm 61. 1980 ISSN 0210-1076.
    - Paz, seguridad y defensa en iberoamérica: una reflexión en común, en Cuadernos de estrategia, núm. 126, 2004. ISSN 1697-6924.
    - La enseñanza de la religión en el sistema educativo español en Laicidad y libertades: escritos jurídicos, Núm. 4, 2004.
    - La laicidad en la Constitución Española. En Persona y derecho: Revista de fundamentación de las Instituciones Jurídicas y de Derechos Humanos. Núm. 53. 2005 ISSN 0211-4526